# Brasema planivertex
Brasema planivertex är en stekelart som först beskrevs av Girault 1925.  Brasema planivertex ingår i släktet Brasema och familjen hoppglanssteklar. Inga underarter finns listade.